# Dzenis Kozica
Pour les articles homonymes, voir Kozica.
Dženis Kozica, né le 28 avril 1993 à Värnamo en Suède, est un footballeur suédois qui évolue au poste d'avant-centre à l'Östers IF.

## Biographie

### Värnamo
Né en Suède, Dženis Kozica possède des origines bosniennes. Il fait ses débuts en pro avec l'IFK Värnamo en Superettan (D2).

### Jönköpings
Kozica découvre l'Allsvenskan, l'élite du football suédois, avec le Jönköpings Södra IF, club où il joue pendant deux ans, en étant un membre important de l'équipe.

### Djurgårdens
Recruté en 2018 par Djurgårdens IF, il joue son premier match de championnat avec son nouveau club le 1er avril 2018, lors d'une victoire de son équipe 0-1 contre l'Östersunds FK. Il inscrit son premier but en championnat le 18 avril de la même année, contre le Malmö FF, match où son équipe l'emporte par 3 buts à 0.

### Prêts successifs
Le 11 juillet 2019 il est prêté à l'AFC Eskilstuna.

### Trelleborgs FF
Le 27 février 2021, Dzenis Kozica s'engage pour un an au Trelleborgs FF.

### Östers IF
Le 20 janvier 2022, Dzenis Kozica librement rejoint l'Östers IF. Il signe un contrat courant jusqu'en décembre 2023.

## Palmarès
Djurgårdens IF
- Vainqueur de la Svenska Cupen
  - 2018.